# 科斯塔斯·西米蒂斯
科斯塔斯·西米蒂斯（希臘語：Κώστας Σημίτης；1936年6月23日—2025年1月5日），生于希腊比雷埃夫斯。毕业于德国马尔堡大学和伦敦经济学院。1971年起担任德国康斯坦茨大学讲师，同年担任德国吉森大学商法与民法教授，直到1975年为止。1996年1月起到2004年3月任希腊总理。